# 烏曼戰役
烏曼戰役是第二次世界大戰蘇德戰爭1941年夏季的一場戰役，納粹德國的由格特·馮·倫德施泰特元帥指揮的南方集團軍在烏克蘭西部攻擊由西南方向戰區最高指揮官謝苗·布瓊尼率領的部隊，包括由米哈伊爾·彼得羅維奇·基爾波諾斯一級上將指揮的西南方面軍及由伊萬·塞格諾夫將軍指揮的南方面軍，這是德軍對蘇軍所發動的一場大型包圍戰。

## 背景
在巴巴羅薩行動的最初階段，南方集團軍快速向前推進，先後攻佔利沃夫、特洛普及文尼察，又粉碎了由米哈伊爾·彼得羅維奇·基爾波諾斯率領的4個機械化軍在布羅迪發動的反攻，這是在庫爾斯克戰役前規模最大的坦克戰。蘇軍坦克的數量超過德軍的，他们力圖切斷德軍的前進縱隊，但其戰術不佳，在杜布諾的南北兩面遭到打擊。6月29日，德軍的前進被暫時阻止，但蘇軍亦已精疲力盡並且開始後退，當蘇軍裝甲部隊向第1装甲集团军的反攻失敗後，南方集團軍向東挺進及在7月中到達距離基輔及烏曼幾公里的地方。

## 戰鬥序列

### 轴心国
- 第6集团军（大部分部队没有参与乌曼战役；他们与苏联第5军和基辅周围的苏军作战）
  - 第17军
  - 第29军
  - 第55军
  - 第51军（来自OKH的预备队，得到了第4军的部分师）
- 第1装甲集团军（缩编）
  - 第3军（摩托化）
  - 第14军（摩托化）
  - 第48军（摩托化）
- 第17集团军（包括一个旅级规模的斯洛伐克“机动司令部”）
  - 第44军（最初隶属于第6集团军）
  - 第49军（山地）
  - 第52军
- 匈牙利机械化军

## 戰役過程
1941年7月10日，謝苗·布瓊尼被任命為蘇聯西南方向戰區總指揮，以協調西南方面軍及南方面軍的行動，布瓊尼手下有150萬名士兵，主要集中在基輔及烏曼防守。當他接任時，南方集團軍已從3個方向深入烏克蘭，保羅·路德維希·埃瓦爾德·馮·克萊斯特指揮的第1裝甲集團成楔形隊形向基輔南面及烏曼北面推進，在7月15日攻佔別爾季切夫及在7月16日攻佔卡扎京，卡爾-海因利希·馮·史圖爾普納格的德國第17軍團推進至烏曼南方及里特·馮·舒伯特的德國第11軍團從羅馬尼亞邊境向北前進（舒伯特在1941年9月11日坐飛機時，飛機降落在佈雷區，因而被炸死）。
西南方面軍及南方面軍的指揮官錯誤地假設德軍將會在基輔及契爾卡塞之間渡過第聶伯河和向頓巴斯前進，他們亦低估了蘇軍第6及第12軍團所面臨被包圍的威脅，7月28日，最高統帥部命令西南方面軍及南方面軍在第聶伯河封鎖德軍及向東撤退，結果，一個向西南撤退及避免被包圍的機會失去了。
8月2日，德國第1裝甲集團與第17軍團會師形成包圍圈，翌日德軍第16裝甲師與匈牙利機械化軍會師形成第2個包圍圈，8月8日蘇軍停止抵抗，蘇軍第6及第12軍團共12個師被擊潰（包括第80步兵師及第139步兵師），根據報告大約10萬人被俘，包括蘇軍第6軍團、第12軍團、4個軍及11個師的指揮官。

## 戰役之後
當包圍圈被肅清後，坦克轉向北面及向基輔推進，在基輔他們包圍了大約48萬名蘇軍，只有18萬人突圍成功，餘下30萬人成為軸心國的俘虜。